# Proasellus slovenicus
Proasellus slovenicus és una espècie de crustaci isòpode pertanyent a la família dels asèl·lids.

## Descripció
- És un animal completament cec.[6]

## Hàbitat
Viu a l'aigua dolça.

## Distribució geogràfica
Es troba a Europa: Eslovènia.